# Tunb-e Bozorg
Tunb-e Bozorg (Język arabski طنب الکبری) – wieś w południowym Zjednoczone Emiraty Arabskie, w ostanie Ras al-Chajma, na wyspie Wielki Tunb. W 2006 roku miejscowość liczyła 155 mieszkańców w 49 rodzinach.